# Nagari Sungai Tanang
Nagari Sungai Tanang is een bestuurslaag in het regentschap Agam van de provincie West-Sumatra, Indonesië. Nagari Sungai Tanang telt 2063 inwoners (volkstelling 2010).